# تاندیش

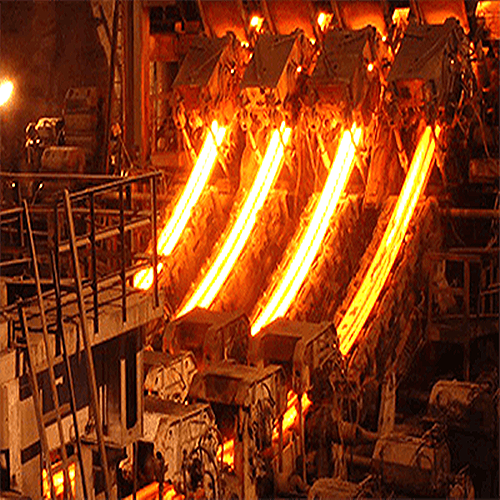
در این تصویر، قسمتی از فرایند ریخته‌گری پیوسته را، پس از عبور جریان مذاب از قالب‌ها مشاده می‌کنید.

تاندیش‌ها (به انگلیسی: Tundish) ظروف انتقالی هستند که در صنعت کابرد دارند در ابتدا از چوب ساخته شو در آبجو سازی کاربرد داشتند بر خلاف قیف می‌توان با آن مواد را جابجا نمود. همچنین نقش مهمی را ریخته‌گری پیوسته فولاد که فرآیندی پرکاربرد است و گام مهمی در تولید فولاد می‌باشد ایفا می‌کنند. پس از انجام اولین فرایند ریخته‌گری فولاد در دهه ۱۹۵۰، سهم فولاد ریخته‌گری پیوسته در سراسر جهان به‌طور قابل توجهی افزایش یافته‌است. اکنون این سهم حدود ۹۷ درصد در تولید کل فولاد است. با این حال، همزمان با این افزایش در استفاده از فرایند، الزامات کیفی سختگیرانه‌ای وجود دارد که در مواجهه با افزایش تدریجی توان عملیاتی ماشین‌های ریخته‌گری پیوسته و ابعاد بزرگ‌تر محصولات ریخته‌گری، حیاتی شده‌اند.

## معرفی تاندیش

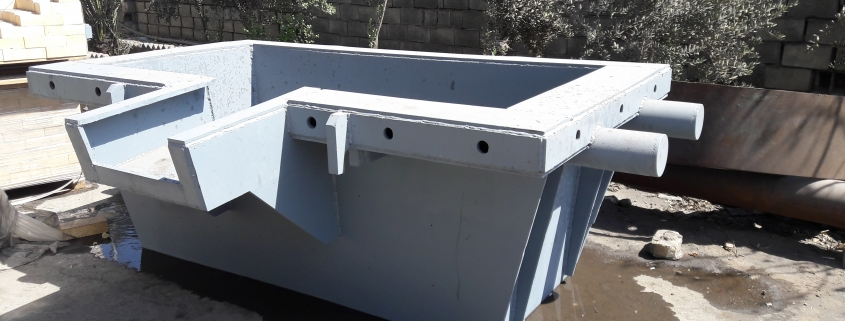
بدنهٔ یک تاندیش قبل از استفاده در فرایند

در فرایند ریخته‌گری پیوسته، برای انتقال فولاد مذاب از یک پاتیل فولادی به قالب، از یک ظرف میانی به نام تاندیش استفاده می‌شود. تاندیش در بالای قالب قرار دارد تا فولاد مایع را از پاتیل فولادی دریافت کند و آن را با سرعت تنظیم شده به قالب وارد می‌کند. برای رساندن فولاد مایع به قالب‌ها لازم است که بتوانیم آن‌ها را به‌طور یک نواخت و با سرعت و دمای مناسب و به طوری که از آخال‌های اضافه پاک سازی شده‌اند، به قالب‌ها برسانیم؛ بنابراین برای این کار، قبل از ریختن فولاد مذاب به‌طور مستقیم از داخل پاتیل به قالب‌ها، آن را داخل یک ظرف بزرگ به نام تاندیش می‌ریزند تا کنترل‌های لازم انجام شده و سپس فولاد مذاب به صورت کنترل شده وارد قالب‌ها شود. در واقع تاندیش جریان را صاف می‌کند، تغذیه فولاد را به قالب تنظیم می‌کند و فلز را تمیز می‌کند. بقایای فلزی باقی مانده در داخل یک تاندیش نیز به عنوان جمجمه تاندیش شناخته می‌شود و معمولاً با ابزارهای مکانیکی (خراش دادن، برش) باید برداشته شوند. ضایعات بازیافت شده به این روش معمولاً در فرایند فولادسازی بازیافت می‌شود. همچنین با توجه به این که تاندیش آخرین مخزن متالورژیکی قبل از ورود فولاد به داخل قالب‌ها است، از این رو نقشی اساسی در تحویل فولاد با ترکیب، دما و کیفیت صحیح دارد؛ لذا در چند دهه اخیر الزامات سختگیرانه فزاینده ای برای کیفیت محصولات فولادی پیدا کرده‌است.

## کاربردهای تاندیش
سهم تاندیش در فرایند ریخته‌گری پیوسته عبارت است از:
1. رسیدن به پایداری جریان‌های فولادی مایع وارد شده به قالب ریخته‌گری، و به نوبه خود، دستیابی به سرعت ریخته‌گری ثابت
2. تنظیم دما و ریختن حرارت‌های اضافی
3. یک مسئلهٔ مهم در ریخته‌گری پیوسته، قطع نشدن فرایند ریخته‌گری و پیوستگی آن است. استفاده از تاندیش این امکان را به ما می‌دهد که پس از تخلیه شدن یک پاتیل، بدون قطع یا توقف فرایند، فرصت کافی برای تعویض پاتیل خالی با یک پاتیل پر داشته باشیم.
4. از تاندیش می‌توانیم در صورت نیاز برای ساختن یک گرید جدید از فولاد با استفاده از ترکیب دو گرید دیگر استفاده کرد.
5. همچنین از تاندیش می‌توانیم برای جلوگیری از ورود آخال‌ها و سرباره‌ها به داخل تاندیش و در نتیجه جلوگبری از لغزش در قالب استفاده کرد.
6. با توجه به قرار گرفتن حجم مذاب در تاندیش می‌توان از آن برای افزایش جداسازی ترکیب اکسید استفاده کرد.
7. حفظ ارتفاع ثابت فولاد مایع بالای نازل‌ها به قالب‌ها، جریان فولاد را ثابت نگه می‌دارد. و از این رو سرعت ریخته‌گری ثابت است. در غیر این صورت بدون استفاده از تاندیش، به هنگام سرریز فولاد از پاتیل‌ها، با توجه به تغییر ارتفاع سرعت جریان حتماً تغییر پیدا می‌کرد.
8. همچنین از تاندیش‌ها می‌توانیم برای ارائه الگوهای جریان پایدارتر به قالب‌ها استفاده کنیم.

## هندسه تاندیش

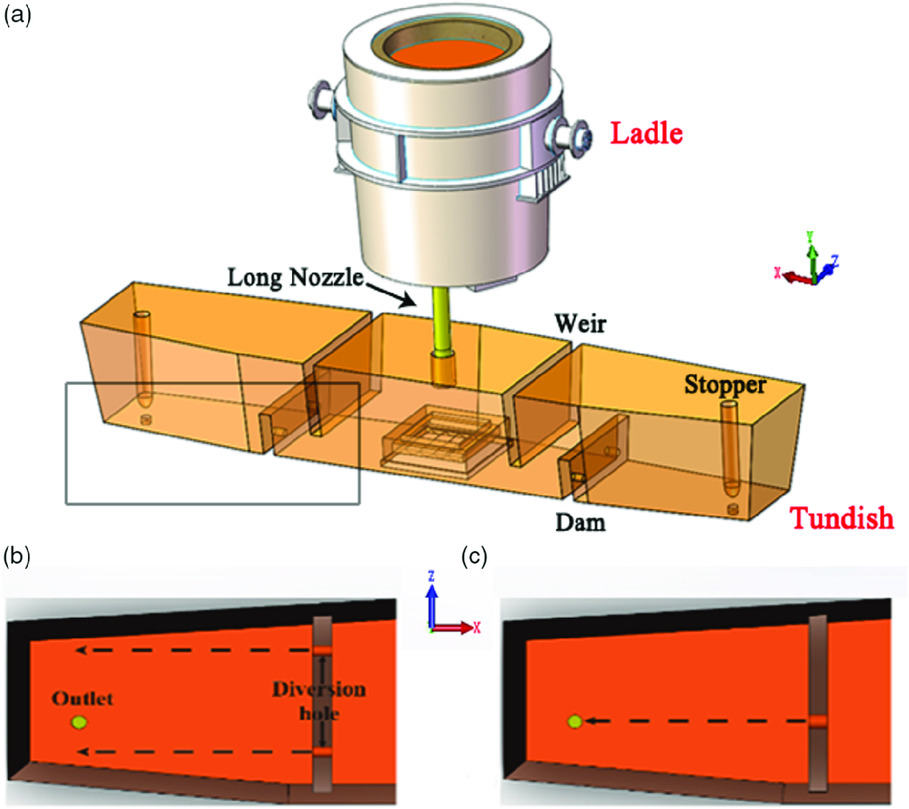
در این تصویر، نمایی کلی از ساختار یک تاندیش را مشاهده می‌کنید.

تاندیش یک ظرف بزرگ نسوز با اندود نسوز است که با انواع هندسه‌های مختلف وجود دارد. تاندیش یک ظرف باز مستطیل شکل و بزرگ است که می‌تواند دارای یک پوشش نسوز در قسمت بالایی باشد. تاندیش انواع و اشکال مختلفی دارد. تندی‌ها معمولاً دراز و از نظر هندسی ساده هستند. شکل تاندیش معمولاً مستطیلی است، اما گاهی اوقات از اشکال دلتا و T نیز استفاده می‌شود. یکی از طرح‌های متداول تاندیش برای ماشین‌های ریخته‌گری پیوسته شمش و شکوفه‌های چند رشته‌ای، شکل فرورفتگی است که در نقطه میانی یک جعبه ریخته‌گری آفست می‌شود. برای ماشین‌های ریخته‌گری پیوسته دال، تاندیش معمولاً یک جعبه کوتاه یا به شکل وان است.

## طراحی تاندیش
تاندیش طوری طراحی شده‌است که فولاد مایع را با نرخ خروجی طراحی شده بدون نوسانات عمده در جریان تحویل دهد. سرعت جریان در درجه اول توسط عمق مذاب کنترل می‌شود و کنترل بیشتر جریان خروجی را می‌توان با میله‌های درپوش یا گیت‌های کشویی انجام داد. تعداد خروجی‌های تاندیش بستگی به نوع ریخته‌گری انجام شده دارد. تعداد خروجی‌ها و در واقع تعداد قالب‌هایی که تاندیش، فولاد مایع را به آنها می‌فرستد معمولاً برای دستگاه ریخته‌گری پیوسته دال ۱ تا ۲، برای دستگاه ریخته‌گری پیوسته بلوم ۲ تا ۶ و برای دستگاه ریخته‌گری پیوسته بیلت ۲ تا ۸ عدد است.
کف تاندیش دارای یک یا چند سوراخ با گیت (های) اسلاید یا میله (های) درپوش برای کنترل جریان فلز است. از این سوراخ‌ها برای تغذیه فولاد مایع به قالب (های) ماشین ریخته‌گری پیوسته استفاده می‌شود تا از پاشش فولاد به بیرون جلوگیری شود و جریان روان تری را برای ورود به داخل قالب‌ها داشته باشیم. همچنین قابل ذکر است که سرعت انتقال فولاد مایع به داخل قالب با ثابت نگه داشتن عمق فولاد مایع در تاندیش ثابت نگه داشته می‌شود.
تاندیش‌ها اغلب به دو دسته تقسیم می‌شوند. بخش اول، بخش ورودی تاندیش نام دارد که معمولاً دارای یک جعبه ریزش است و فولاد مایع از درون پاتیل به داخل این جعبه ریخته می‌شود. بخش دوم بخش خروجی نام دارد که از آنجا فولاد مایع به داخل قالب وارد می‌شود. جریان ریزش از پاتیل به سمت پایین هدایت می‌شود و به موقعیتی در کف تاندیش می‌رسد که با یک پد ضربه که در برابر سایش مقاوم است محافظت می‌شود. این موقعیت معمولاً تا حد امکان از نازل تندیش دور است تا تلاطم ایجاد شده در اثر ورود مذاب به تاندیش به حداقل برسد. در مکان‌های دیگرنیز، تاندیش با آستر نسوز پوشانده شده‌است.

## جریان مذاب در تاندیش
تاندیش جریانی پیوسته از فولاد مایع را فراهم می‌کند و به عنوان یک دستگاه تصفیه ثانویه عمل می‌کند. رفتار جریان در تاندیش ریخته‌گری پیوسته بر کیفیت و تمیزی فولاد تولید شده اثری جدی دارد. پالایش فولاد مایع در تاندیش از طریق شناورسازی اجزای غیرفلزی در سطح بالایی مذاب در طول اقامت آن انجام می‌شود که این اجزاء شناور از سطح جدا می‌شوند. جریان سیال تاندیش نقش اساسی در کنترل حذف آخال و محاسبه زمان اقامت دارد. برای دستیابی به ویژگی‌های جریان بهینه تاندیش نیز، دستگاه‌های کنترل جریان مستقر در آن تعبیه شده‌است.
دستگاه‌های مختلف کنترل جریان مانند سدها، سرریزها، حفره‌های دارای سوراخ و غیره معمولاً در امتداد طول تاندیش نصب می‌شوند. مسیر طولانی‌تر فولاد مایع برای طولانی‌تر کردن زمان ماندن آن در تاندیش برای افزایش شناور شدن ناخالصی‌های بزرگ(macro) ترجیح داده می‌شود. دستگاه‌های کنترل جریان همچنین اثرات مضر تلاطم بر روی سطح فولاد مایع، جریان‌های مذاب ورودی به قالب و مناطق مرده را کاهش می‌دهند.
همچنین برای محافظت از جریان ریزش در برابر اکسیداسیون مجدد بین پاتیل و تاندیش، و تاندیش و قالب، امروزه تقریباً در تمام ماشین‌های ریخته‌گری پیوسته (حداقل در هنگام ریخته‌گری فولادهای درجه بالا) از نازل‌هایی استفاده می‌شود. آنها در امتداد کف تاندیش برای توزیع فولاد مایع به قالب‌ها قرار دارند. در مورد انواع نازل‌ها نیز، به‌طور کلی از دو نوع نازل کنترل شده با درپوش و دروازه‌های کشویی با طرح‌های مختلف برای کنترل جریان فولاد از پاتیل به تاندیش و از تاندیش به قالب استفاده می‌شود. سطح آزاد فولاد مایع در تاندیش معمولاً با شار تاندیش پوشانده می‌شود تا از اکسیداسیون مجدد و تلفات حرارتی ناشی از فولاد مایع جلوگیری شود.
میزان تخلیه فولاد مایع توسط سوراخ نازل و فشار فرواستاتیک (ارتفاع فولاد مایع در تاندیش) بالای نازل کنترل می‌شود. با توجه به اندازه بخش ریخته‌گری و سرعت ریخته‌گری مورد نیاز، سوراخ‌های مختلفی انتخاب می‌شوند. نازل‌های کنترل‌شده با میله استاپ برای ریخته‌گری دال‌ها و مقاطع بزرگ هنگام تولید فولادهای کشته‌شده آلومینیومی استفاده می‌شوند. در این کاربرد، میزان تخلیه فولاد مایع از طریق نازل به صورت دستی یا خودکار با تنظیم سر درپوش نسبت به دهانه نازل کنترل می‌شود. نازل‌های بزرگ قبلی برای ریخته‌گری فولادهای کشته‌شده آلومینیومی به‌دلیل تجمع آلومینا مورد استفاده قرار می‌گرفتند تا بتوان سر درپوش را برای جبران کاهش سرعت جریان بالا برد.